# 达米亚诺防御
达米亚诺防御是國際象棋開局王翼馬開局的一種，走法為：
1.e4 e5 2.Nf3 f6
1512年，葡萄牙药剂师、國際象棋棋手佩德罗·达米亚诺写的國際象棋棋書，批評此種开局是很糟糕的防禦。可是后人却把这种防御用他的名字取名。在當代高手比赛中，几乎无人用达米亚诺防御。